# Lister Meile

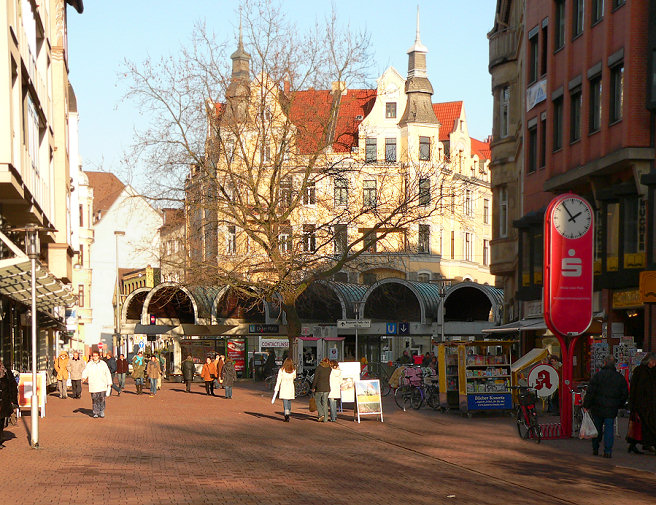
Punto final de la Lister Meile en la plaza Lister

La "Lister Meile" (Milla Lister) es una calle comercial de Hannover muy popular. Se construyó en los 70 y mide alrededor de 1300 metros de longitud. El tráfico está restringido y en su mayor parte es peatonal. La calle cruza los barrios de Mitte, Oststadt y List.

## Geografía
Frecuentemente se asocia la calle con el barrio de List, aunque sólo una pequeña parte lo atraviesa. La mayor parte se encuentra en el barrio de Ost. La Lister Meile comienza en Mitte, en la puerta oeste de la Estación Central de Hannover, pasa bajo las vías del ferrocarril y Raschplatzhochstraße para dirigirse al noreste, atravesando la Weißekreuzplatz y Welfenplatz. Termina en la plaza Lister, en el barrio del mismo nombre. Constituye una continuación de la Niki de Saint-Phalle-Promenade. Se creó una importante zona peatonal en el centro de Hannover, de 2.500 metros de longitud, que conecta el río Leine al sur con la plaza Lister al norte.

## Fisionomía
Se trata de una calle comercial muy popular, donde los habitantes de Hannover van a pasear y hacer compras. El pavimento de la zona peatonal es de color rojo. Al suroeste de la calle se encuentra la Weißekreuzplatz, llena de bares y vida nocturna. Desde 1970 muchas familias jóvenes comenzaron a vivir en edificios construidos durante el Gründerzeit, alrededor la Lister Meile, que se convirtieron en barrios residenciales muy populares. A pesar de su proximidad al centro de la ciudad, la Leister Meile conserva su propia identidad. En el extremo oriental de la milla Leister comienza Podbielskistraße, que aún conserva sus típicas fachadas modernistas.

## Eventos regulares
- Mercado cada jueves
- Festival de la Lister Meilen cada fin de semana de junio o julio. En 2009 tuvo 280.000 visitantes
- Mercado navideño en tiempo de Adviento. Se distingue del mercado navideño del resto de la ciudad por sus puestos de comida y de productos hechos a mano

## Metro
Desde la primavera de 1976, varias líneas de Metro pasan bajo la Lister Meile. La parada de Sedanstraße/Lister Meile tiene desde 1995 sus paredes decoradas con grafitis, obra de cuatro jóvenes artistas de Hannover y tres consagrados de Nueva York. Usaron 3000 botes de spray para pintar 1500 metros cuadrados de paredes. El proyecto "Hannover–New York Express" costó 350.000 Marcos Alemanes.

## Historia

### Frühere Straßengeschichte

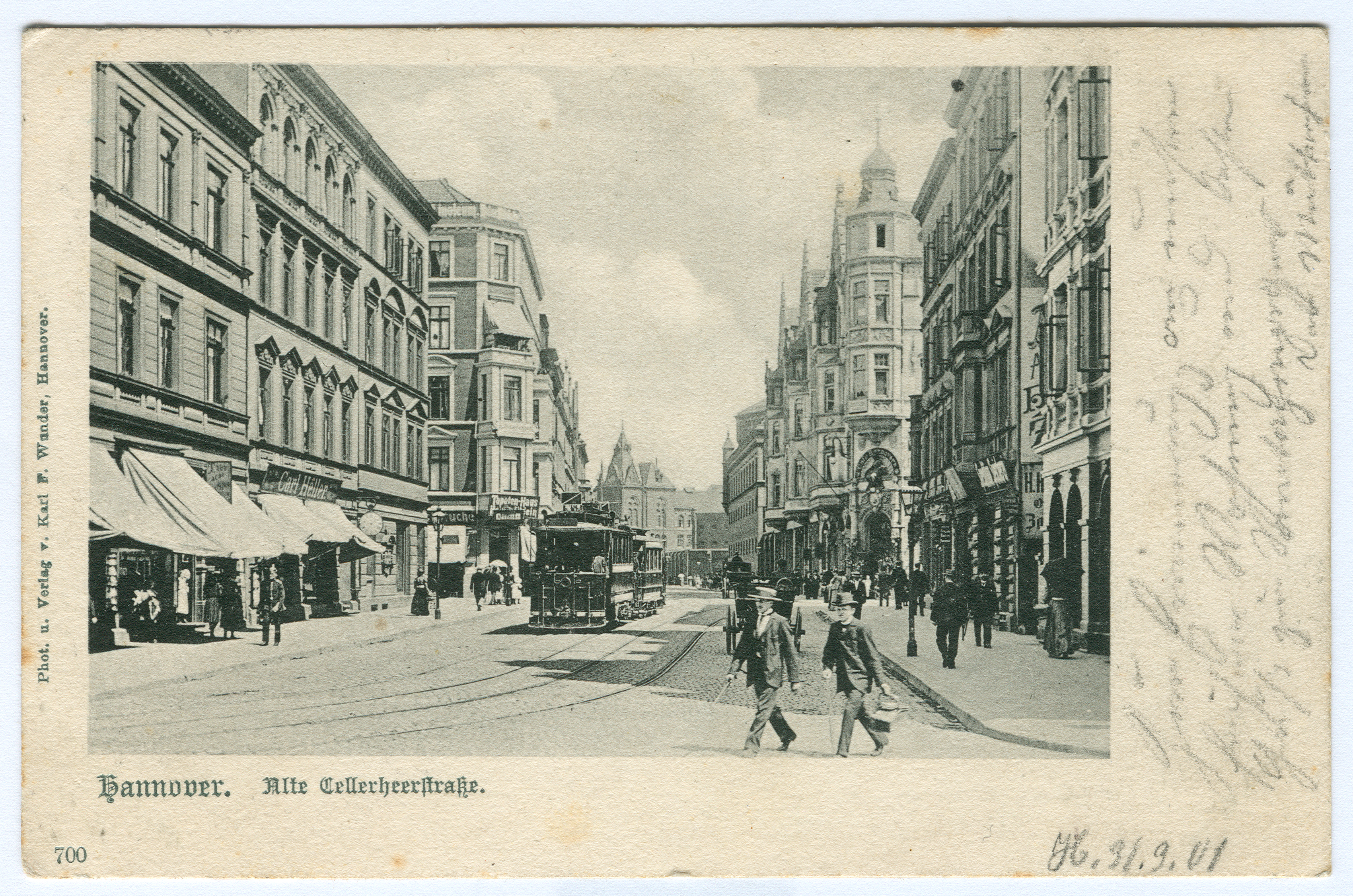
Imagen de 1900 de la Raschplatz, en la antigua Cellerheerstraße, más tarde Lister Meile

Lister Meile era originariamente parte del antiguo camino de Hannover a Celle. Desde 1775 se llamó Alte Celler Poststraße. Era una de las calles más frecuentadas del centro de la ciudad. A partir de 1880 un tranvía tirado por caballo une el centro de la ciudad con la plaza Lister, que se sustituyó en 1887 por un tranvía eléctrico. Los bombardeos de la Segunda Guerra Mundial destruyeron muchos edificios de la calle, como la escuela Leibniz en Weißekreuzplatz. Aquí también se demolió en los 60 la cárcel de la corte, donde hoy día se encuentra el Hannover Paillon. En este presidio fue encarcelado el líder sindicalista comunista Ernst Thälmann durante la era nazi.

### Entstehung der Meile
Dentro del "Nuevo plan desde la parte trasera de la Estación Central hasta la plaza Lister", obra del arquitecto local Hanns Adrian, la Lister Meile fue reformada en los 70. La construcción de la línea de Metro A en la Celler Straße y su continuación, la Alten Celler Heerstraße, hizo necesario el rediseño de la calle. La zona peatonal del centro de la ciudad también debía extenderse al barrio de Oststadt, que estaba separado del centro por la Estación Central. Se hacía necesaria una nueva planificación urbana del centro y el cambio de las estrategias del tráfico, también debido al aumento del volumen de tráfico en esta zona de Hannover, densamente poblada. Hasta la década de 1950, el tráfico entre Hamburgo y Fránkfurt atravesaba la plaza Lister. El rediseño del tráfico descongestionó los barrios adyacentes.
Las obras comenzaron el 1970, con un primer tramo de 750 metros de largo, entre Hamburger Allee y Wedekindstraße. El 16 de noviembre de 1972 fue inaugurado con un festival callejero. La Lister Meile se completó el 18 de noviembre de 1975. El nuevo nombre de la calle fue el resultado de un concurso organizado por el periódico "Hannoversche Allgemeine Zeitung" entre sus lectores.
La nueva calle es peatonal al 50% y el tráfico ha sido severamente restringido en el resto. El tranvía fue enterrado y transformado en Metro en toda su longitud. Inicialmente los residentes se opusieron a la transformación de la vía, incluso se creó una asociación. Las protestas se fueron apagando al ver el desarrollo y la Lister Meile se ha convertido en una de las zonas de negocios y residencial más codiciadas de la ciudad.

## Particularidades
Hasta 2003 se encontraba el bar más pequeño de Hannover, de cerca de 10 m². A partir de ese año, hay un café de la cadena Kaffeemühle.